# Mount Holloway
Mount Holloway ist ein 2650 m hoher Berg in der antarktischen Ross Dependency. In der Königin-Alexandra-Kette ragt er zwischen dem Swinford-Gletscher und der Table Bay auf.
Das Advisory Committee on Antarctic Names benannte ihn 1966 nach Harry Lee Holloway Jr. (1926–2014) vom United States Antarctic Program, der von 1964 bis 1965 als Biologe auf der McMurdo-Station tätig war.